# الصخرية (سمعان)
الصخرية أو كما تعرف محليّاً بالا وبالانطة قرية سوريّة تتبع إداريّاً لمحافظة حلب منطقة جبل سمعان ناحية دارة عزة، بلغ تعداد سكانها 2,259 نسمة حسب التعداد السكاني لعام 2004.